# Paul Haviland
Paul Burty Haviland, född 17 juni 1880 i Paris, död 21 december 1950 i Yzeures-sur-Creuse, var en fransk-amerikansk fotograf, skribent och konstkritiker.

## Biografi

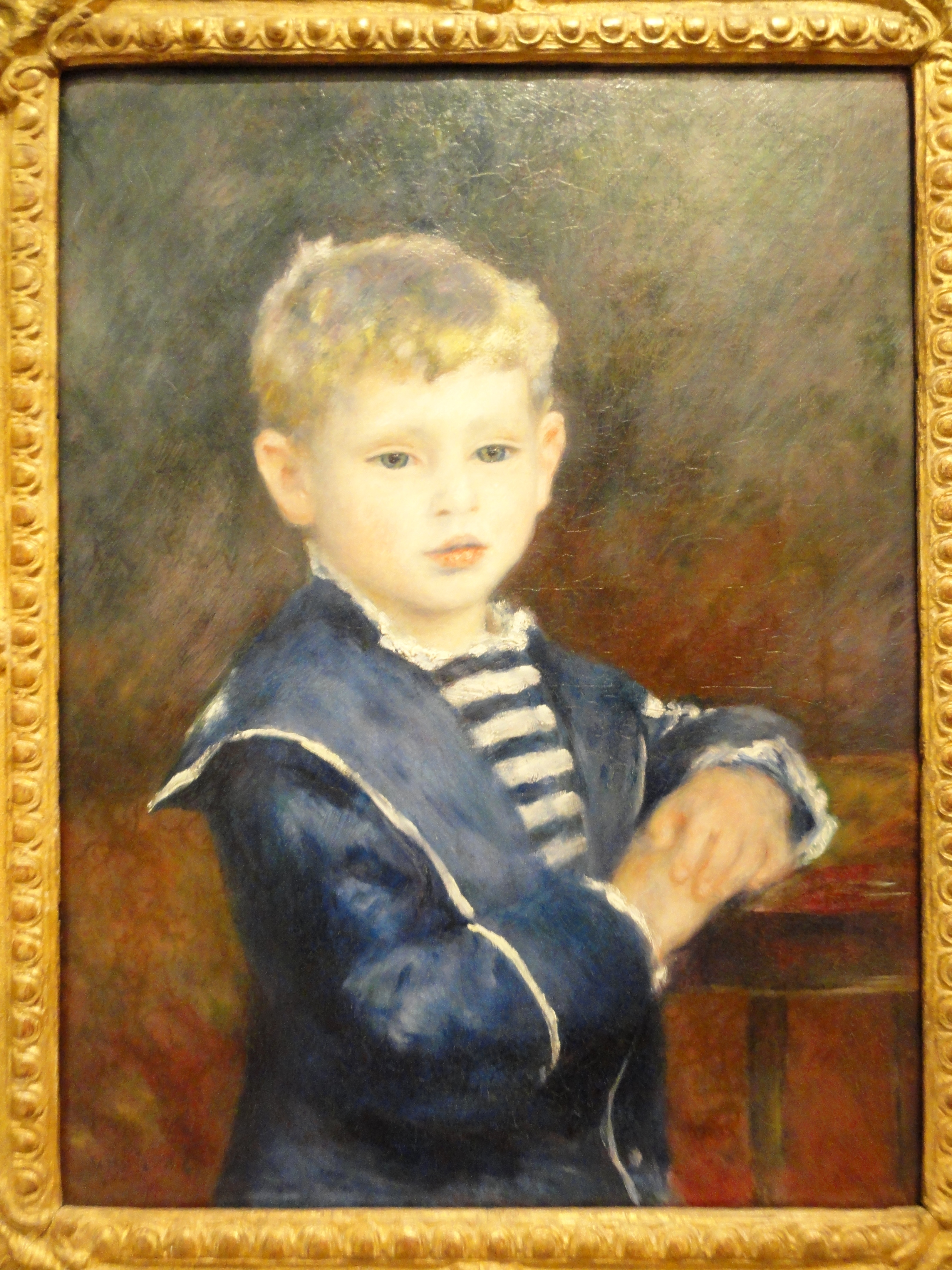
Paul Haviland 4 år, målad av Auguste Renoir.

Haviland var son till företagsledaren Charles Edward och hans hustru Madeleine Burty Haviland. Familjen var förmögen och fadern ägde porslinsfabriken Haviland & Co. i Limoges. Haviland läste på Paris universitet och från 1899 på Harvard University. Efter sin examen 1902 arbetade han i New York som representant för faderns porslinsfabrik.
År 1908 besökte han och brodern  Frank, som var fotograf, ett galleri för att se en utställning av Auguste Rodins teckningar, där de mötte ägaren Alfred Stieglitz. Haviland tillbringade mycket tid på galleriet, som han betecknade som "en kultiverad oas", och hjälpte till ekonomiskt när det hotades av stängning.
Stieglitz och Haviland blev vänner och kollegor och år 1909 började Haviland att skriva artiklar i tidskriften Camera Work, som ägdes av Siteglitz. Flera av Havilands fotografier publicerade i tidningen. 1910 blev han dess biträdande redaktör.
År 1912 ställde Haviland ut sina fotografier i Philadelphia och tilldelades första pris i den årliga John Wanamaker Exhibition of Photographs. Tillsammans med Marius de Zayas skrev han essän A Study of the Modern Evolution of Plastic Expression om modern konst 1913.
År 1915 startade han tillsammans med Agnes Ernest Meyer och Marius de Zayas tidskriften 291. Haviland återvände till Frankrike år 1916 för att arbeta för familjeföretaget och året efter gifte han sig med Suzanne Lalique, dotter till glaskonstnären René Lalique.
Efter faderns död 1922 använde han sin del av arvet för att köpa ett 1600-tals kloster i Yzeures-sur-Creuse som han renoverade. Han omvandlade ägorna till vinodlingarar och levde resten av sitt liv som vinbonde.

## Eftermäle
En samling av Havilands porträtt finns på Musée d'Orsay i Paris.
Paul Haviland tilldelades den israeliska utmärkelsen Rättfärdig bland folken 20 februari  2006.

## Galleri

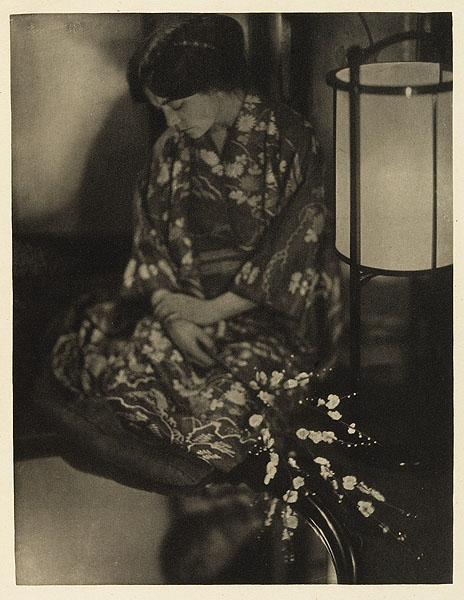
Den japanska lyktan, 1912.
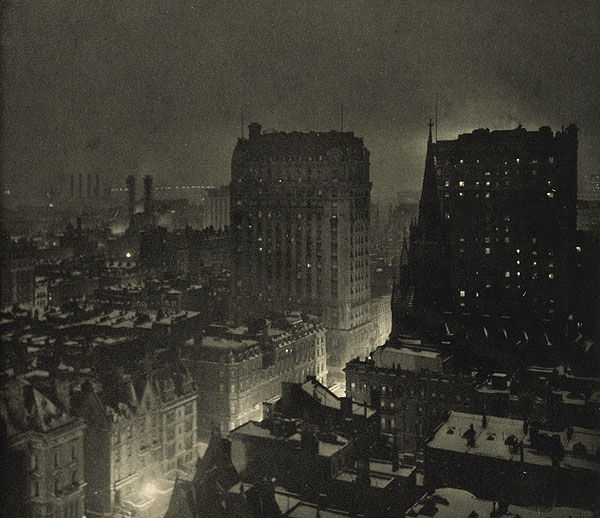
Kväll i New York, 1914.
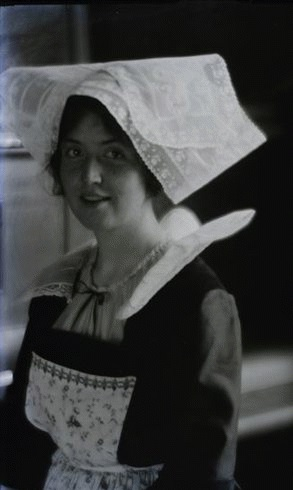
Sopranen Loraine Wyman i scenkläder, ca 1915.